# Санкт-Петербургские ворота с гауптвахтой
Санкт-Петербургские ворота с гауптвахтой — частично сохранившийся (фактически существует только гауптвахта) памятник архитектуры в Кронштадте, современный адрес дома — Ленинградская улица, 2к1.
Санкт-Петербургские ворота были построены в 1831—1832 годах. Изначально были частью обороны Кронштадтской крепости: пристань располагалась значительно севернее, чтобы причаливавшим приходилось проходить путь вдоль восточной стены. Когда вероятность атаки значительно снизилась, была построена Петербургская гавань, также севернее ворот, так как их проходимости было недостаточно; в 1872—1873 годах часть стены была разобрана для создания более удобного прохода. Старые ворота были перестроены и стали сначала кордегардией, а потом гауптвахтой.
Сохранившаяся часть ворот была построена в стиле классицизма по проекту Э. Х. Анерта в 1829-1830 годах.